# احمد العکایشی
احمد العکایشی (عربی: أحمد العكايشي؛ زادهٔ ۲۳ فوریهٔ ۱۹۸۹) بازیکن فوتبال اهل تونس است.

## باشگاهی
از باشگاه‌هایی که در آن بازی کرده‌است می‌توان به باشگاه فوتبال ستاره ساحلی، باشگاه فوتبال آفریقایی، باشگاه فوتبال اسپرانس تونس، باشگاه فوتبال اینگولشتات ۰۴، و باشگاه فوتبال الاتحاد اشاره کرد.

## تیم ملی
وی همچنین در تیم ملی فوتبال تونس بازی کرده‌است.